# Lee Anderson (homme politique britannique)
Pour les articles homonymes, voir Lee Anderson et Anderson.
Lee Anderson (né le 6 janvier 1967) est un homme politique britannique conservateur qui est député pour Ashfield depuis 2019 et  vice-président du Parti conservateur. Il a été conseiller municipal travailliste à Ashfield avant de faire défection au Parti conservateur et de devenir conseiller à Mansfield.
Il est exclu du Parti conservateur le 24 février 2024, après avoir tenu des propos jugés islamophobes à l'encontre du Maire de Londres Sadiq Khan,. Il rejoindra Reform UK en mars 2024, devenant le premier député de l'histoire du parti à siéger à la Chambre des Communes.

## Biographie
Anderson est né dans la région d'Ashfield, fréquentant l'école primaire John Davies et l'école Ashfield. Il vient d'une famille minière de charbon.
Après avoir quitté l'école, Anderson étudie la gestion de la navigation au Nottingham Technical College, avant de devenir mineur de charbon, comme son père et son grand-père avant lui. Il travaille pendant dix ans dans les mines, jusqu'à leur fermeture définitive dans les années 1990.
Il est un membre de longue date du Parti travailliste et est conseiller dans le quartier Huthwaite et Brierly d'Ashfield, où il est élu en 2015. Anderson travaille également en tant que responsable de bureau pour Gloria De Piero, alors députée travailliste d'Ashfield, après avoir fait campagne à ses côtés pour les élections de 2015 et 2017. Anderson est un partisan du Brexit, ayant soutenu la campagne Vote Leave lors du référendum européen de 2016.
Alors qu'il est conseiller travailliste au conseil d'Ashfield en 2018, il est suspendu par le parti localement pour avoir bloqué l’accès d’un terrain à des Roms,.
Il fait défection chez les conservateurs en mars 2018, étant plus tard élu conseiller conservateur du quartier d'Oakham à Mansfield, un district voisin, à la suite des élections locales de mai 2019.
En juillet 2019, il est sélectionné comme candidat conservateur potentiel pour Ashfield. Il est élu député conservateur aux élections générales de 2019, succédant à son ancienne patronne, Gloria De Piero, qui ne s'est pas représentée aux élections. Anderson gagne avec une majorité de 5 733 voix, le candidat du parti indépendant Ashfield, Jason Zadrozny arrivant à la deuxième place et le parti travailliste tombant à la troisième place. C'est la première fois que les conservateurs remportent le siège depuis l'élection partielle de 1977.
Issu de la classe ouvrière, ne possédant aucun diplôme universitaire, son parcours fait figure d'exception au sein de hiérarchie des conservateurs, presque toute passée par Oxford ou Cambridge.
La chaîne conservatrice GBNews (en) le recrute en 2023 pour prendre l'animation d'un talk-show diffusé chaque vendredi soir. Il gagne plus de 200 000 euros par an grâce à son salaire de député cumulé à celui d’animateur TV.
Il est exclu en février 2024 de son groupe parlementaire pour avoir déclaré que les « islamistes ont pris le contrôle de Sadiq Khan [le maire de Londres] » et que ce dernier « a livré notre capitale à ses amis [islamistes] », faisant référence à la religion de l’édile,.

### Positionnement politique
Figure de l'aile droite du Parti conservateur, Lee Anderson se distingue par un style populiste, fustigeant les plus pauvres et ce qu’il assimile à une « dérive woke » de la société. Il défend aussi des opinions climatosceptiques, antimigrants et conspirationnistes.
Il dénonce « l'assistanat », beaucoup de Britanniques profitant selon lui des aides sociales au lieu d’aller travailler, ainsi que le « wokisme », ciblant en particulier les droits des transgenres. Il s’est prononcé en faveur de la peine de mort. Il insiste régulièrement sur le « non-sens » consistant à parler de pauvreté au Royaume-Uni et affirme que les banques alimentaires ne sont pas nécessaires dans le pays.
Anderson est l'un des trois candidats du Parti conservateur sur lesquels le parti enquête sur des allégations d'antisémitisme pendant la campagne électorale. L'enquête a été ouverte au motif qu'il était un membre actif d'un groupe Facebook dans lequel des membres soutenaient Tommy Robinson et promouvaient les théories du complot sur George Soros,. Au cours de l'enquête, il est confronté au chef du Groupe parlementaire multipartite contre l'antisémitisme au sujet d'une lettre qu'il a cosignée, publiée par le Daily Telegraph, qui employait l'expression « marxisme culturel ».
En janvier 2024, Lee Anderson démissionne de son poste de vice-président du Parti conservateur, afin de voter pour un amendement sur le projet de loi asile et immigration. L'amendement, proposé par Bill Cash, « garantirait que le droit britannique et international ne puisse pas être utilisé pour empêcher ou retarder le renvoi d'une personne vers le Rwanda ».